# Interstate 280 (Californië)
Interstate 280 (I-280) is een 92 kilometer lange Interstate highway in de San Francisco Bay Area, in de Amerikaanse staat Californië. De weg verbindt San Francisco en San Jose. Op het Schiereiland van San Francisco loopt de I-280 ten westen van de steden aan de baai. Interstate 280 maakt deel uit van het California Freeway and Expressway System.

## Namen
Het stuk tussen het zuidelijke uiteinde (aan U.S. Route 101 en de I-680) en de kruising met de I-880 in San Jose maakt deel uit van de Sinclair Freeway. Het deel ten noorden daarvan, tot aan SR 1 in Daly City, werd aangelegd en ingewijd als de Junipero Serra Freeway. Het deel tussen Daly City en San Francisco heet officieel de John F. Foran Freeway, maar is beter bekend als de Southern Freeway. Het deel tussen de James Lick Freeway en het noordelijke uiteinde wordt Southern Embarcadero Freeway genoemd.
Het is een van de twee drieletterige Interstates die zowel aan de westkust als aan de oostkust voorkomen. In New Jersey is er een gelijknamige, 29 km lange snelweg.